# Glaucus atlanticus
A Glaucus atlanticus (más néven tengeri fecske, kék glaucus, kék sárkány, kék tengeri csiga és kék óceáni csiga) a csigák (Gastropoda) osztályának az Aeolidioidea öregcsaládjába, ezen belül a Glaucidae családjába tartozó faj.
A Glaucus puhatestűnem típusfaja.

## Előfordulása
Nyílt tengeri csupaszkopoltyús csiga, megtalálható a világ óceánjaiban a mérsékelt övi és trópusi vizekben. Találtak ilyen csigákat Dél-Afrika keleti és déli partjainál, európai vizekben, Ausztrália keleti partján és Mozambikban is. Fejjel lefelé lebeg az óceán felszínén.

## Kinézete
Átlagos mérete maximum 3 cm. Színe ezüstös szürke a hátoldalán és sötét illetve halvány kék a hasi oldalán. Sötétkék csíkjai vannak a lábai szélén. Teste elkeskenyedik, ellaposodik és hat nyúlvánnyal rendelkezik. Nyelvén fűrészes fogak helyezkednek el.

## Életmódja
A Glaucus atlanticus más, nagyobb nyílt tengeri organizmusokra vadászik; a veszélyesen mérgező portugál gályára, a Vellelára, a Porpita porpitára és a lila csigára, a Janthina janthinára. Időnként saját fajtársuk is áldozatukká válik.
A portugál gályából annak mérgére való immunitásának köszönhetően táplálkozhat. A csiga elfogyasztja az egész gályát és szétválasztja és elraktározza a mérgét saját használatra. A méreg egy különleges tömlőben gyűlik a tok végén, a vékony tollszerű „ujjain”. A csiga összegyűjti a mérget és még erőteljesebb és halálosabb méreggé változtatja, mint amilyennel az elfogyasztott gálya rendelkezett.
A gyomrában lévő gázzal teli tömlő segítségével képes a csiga a víz felszínen lebegni. A tartó elhelyezkedése miatt fejjel lefelé lebeg.

## Szaporodása
A Glaucus hermafrodita, hím és nőstény ivarszervekkel is rendelkezik. A többi csupaszkopoltyús csigától eltérően, melyek jobb oldalukkal párosodnak, ez a típus hasi oldalával párosodik. Párzás után mindkét állat petefüzért rak le.